# Colus terraenovae
Colus terraenovae är en snäckart som beskrevs av Bouchet och Waren 1985. Colus terraenovae ingår i släktet Colus och familjen valthornssnäckor. Inga underarter finns listade i Catalogue of Life.